# 朱仙镇岳飞庙
朱仙镇岳飞庙位于河南省开封市祥符区朱仙镇，为四大岳飞庙之一。于2013年3月被列为第七批全国重点文物保护单位。

## 历史
朱仙镇岳飞庙始建于明成化十四年（公元1478年），由河南左布政使吴节与开封府知府张岫修建。建成时占地70亩，坐北朝南，有三进院落。后在明正德四年（1509年）、隆庆四年（1570年）、万历三十三年（1605年）、天启二年（1622年）、清顺治十七年（1660年）、乾隆三十三年（1768年）多次被修葺。1986年-1990年间，又对山门、配殿、碑楼、大殿和围墙进行大修，基本恢复旧观。

## 建筑布局
朱仙镇岳飞庙为三进院落，坐北朝南，南北长14,638米，东西宽80米．占地面积117,104平方米。整体建筑依中轴线而建，次第为山门、东西厢房、拜殿、大殿、东西五将祠、五子祠、寝殿。门前有巨大照壁，山门面阔三间，进深两间，为绿色琉璃瓦歇山顶，青石台阶。山门内两侧为东西配殿，中间为拜殿，为亭式结构，前有铁铸的五奸（秦桧、王氏、万俟卨、张俊、罗汝楫）跪像，面向拜殿方向。拜殿北为大殿，大殿为岳飞庙内的主体建筑，为单檐歇山式建筑，面阔五间，进深三间，屋顶覆绿色琉璃瓦。檐口用团龙瓦当和滴水，正脊中部树1.2米高的宝瓶，脊两端置正吻，垂脊下端置垂兽，歇山山面有博风板和排山沟滴，殿四角悬挂风铃。大殿共有24根柱子支撑，其中檐柱8根、山柱4根、金柱8根、角柱4根。前后檐下置格扇门24扇。大殿内中央位置为岳飞坐像。在拜殿与大殿之间的两侧有4座碑楼，分别为《满江红》、《送紫岩张先生北伐》、《重修岳武穆王庙落成碑》和《朱仙镇岳鄂武穆王庙记》。大殿后为寝殿，内有岳飞夫妇便装铜像。

## 图集

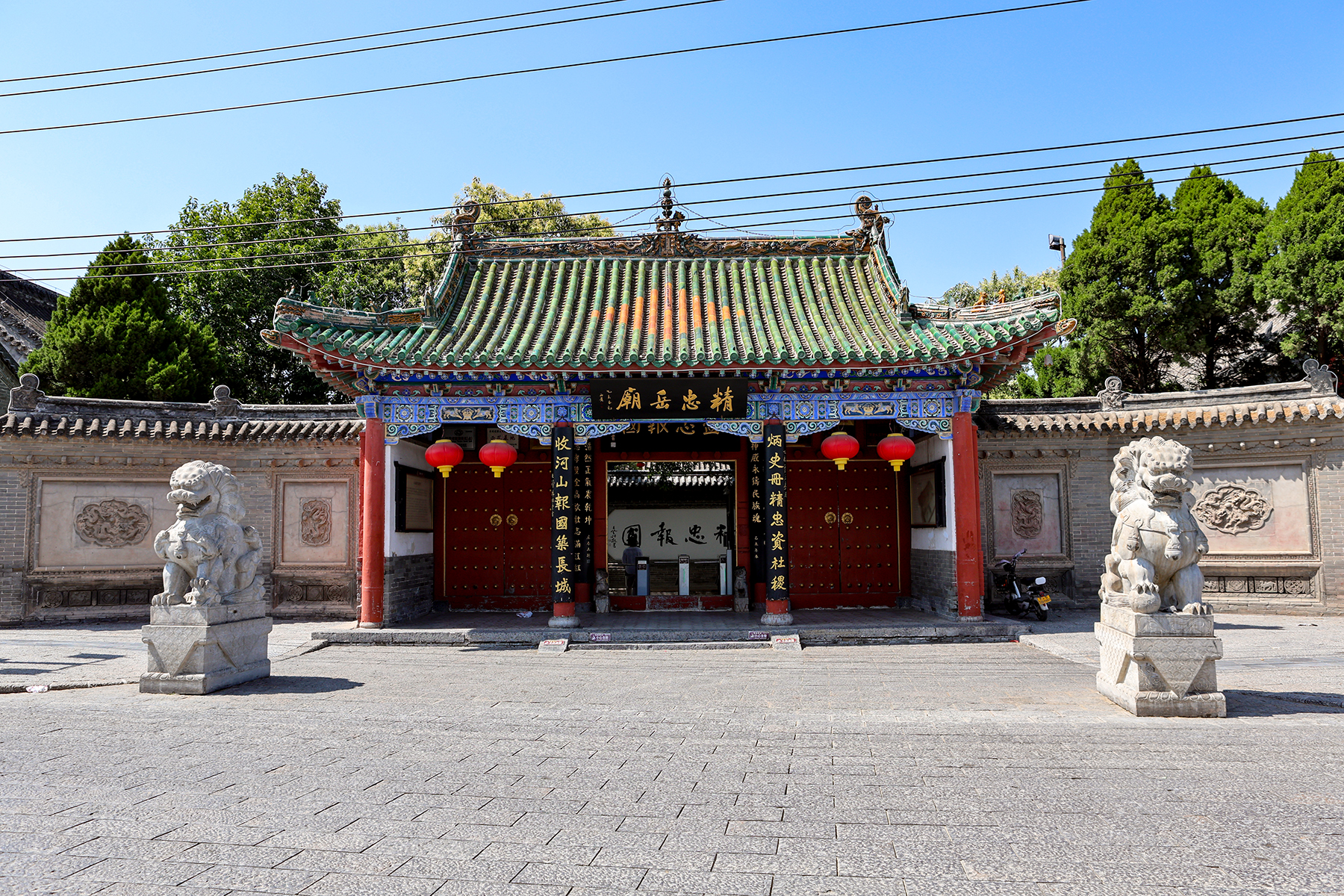
山门
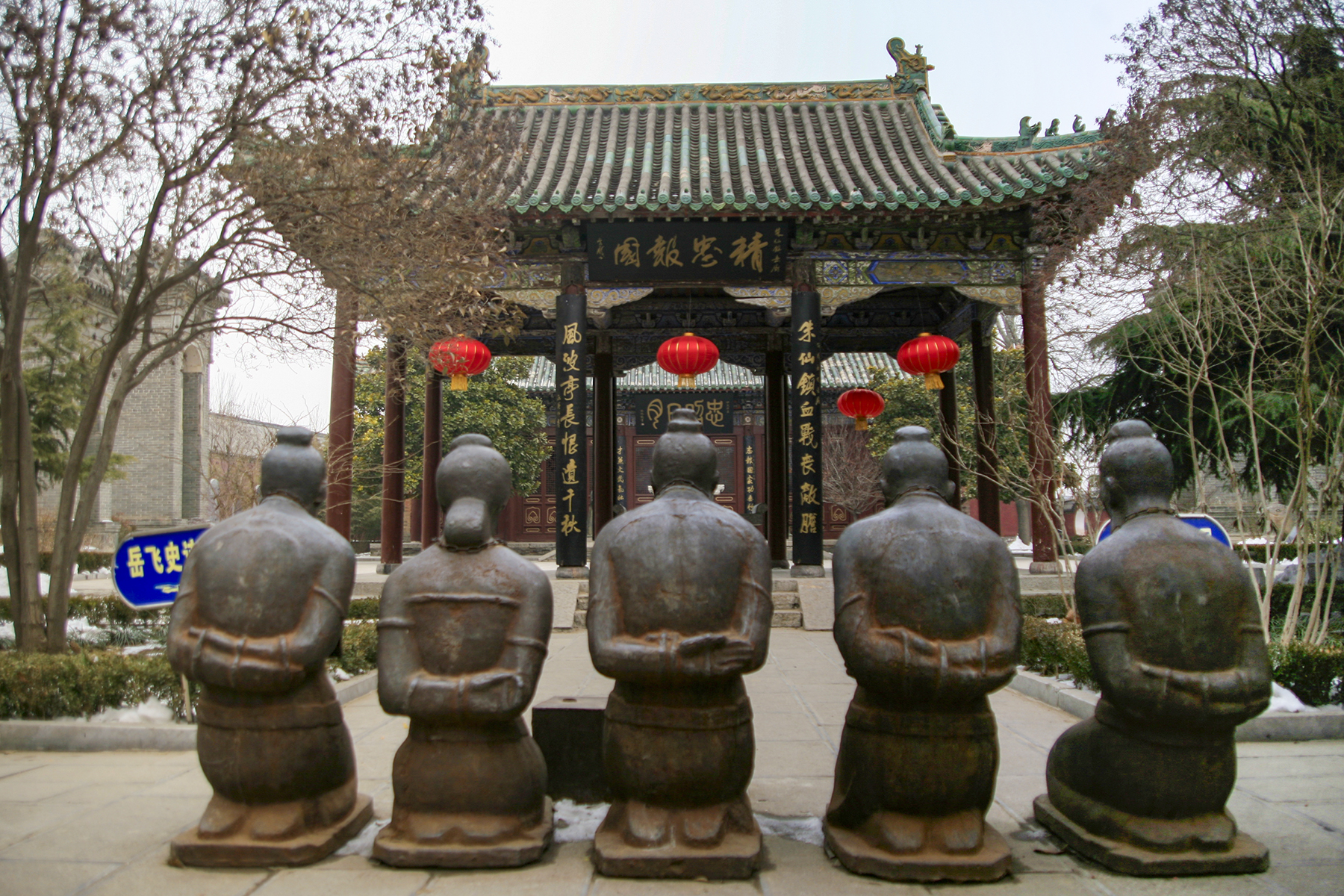
五奸跪像与拜殿
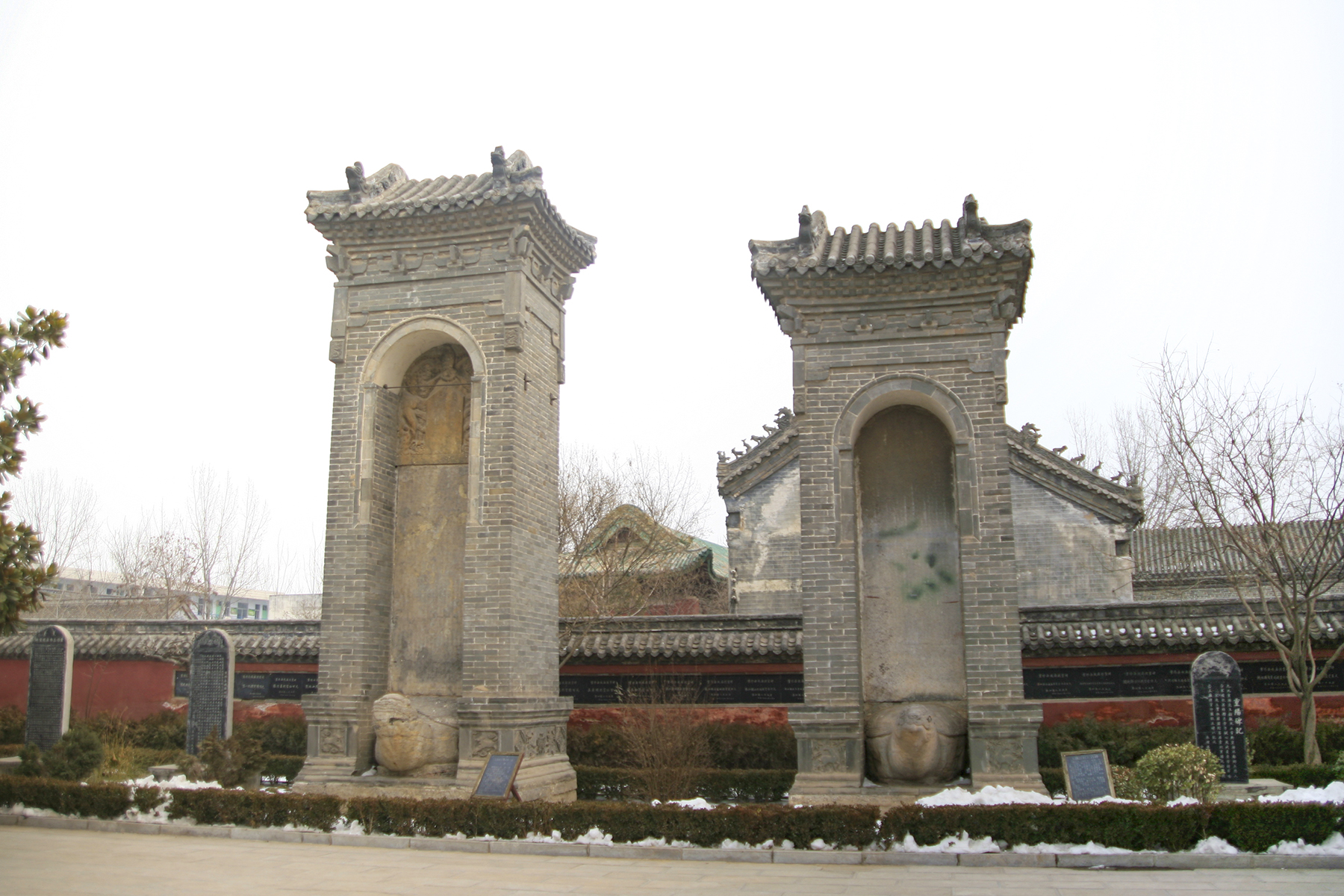
碑楼
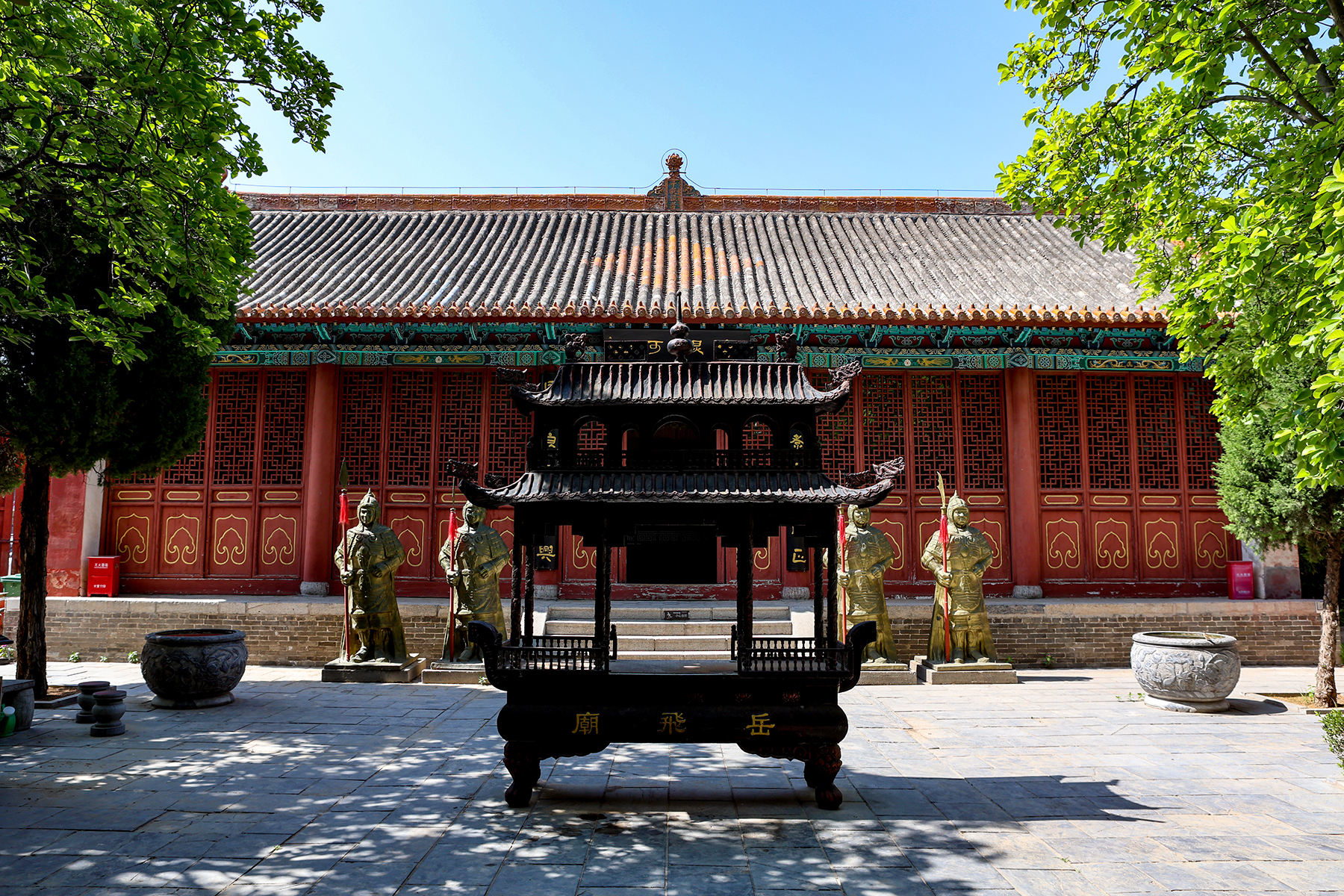
寝殿